# Pakxan
Pakxan (Lao: ປາກຊັນ, „Mündung des Xan-Flusses“; franz. Transkription Paksane) ist die Hauptstadt der zentrallaotischen Provinz Bolikhamsai und liegt am Mekong sowie an der Nationalstraße 13. Seit 2021 wird hier die Fünfte Thailändisch-Laotische Freundschaftsbrücke errichtet.

## Persönlichkeiten
- Thomas Nantha (1909–1984), römisch-katholischer Geistlicher, Apostolischer Vikar von Vientiane sowie Apostolischer Administrator von Luang Prabang

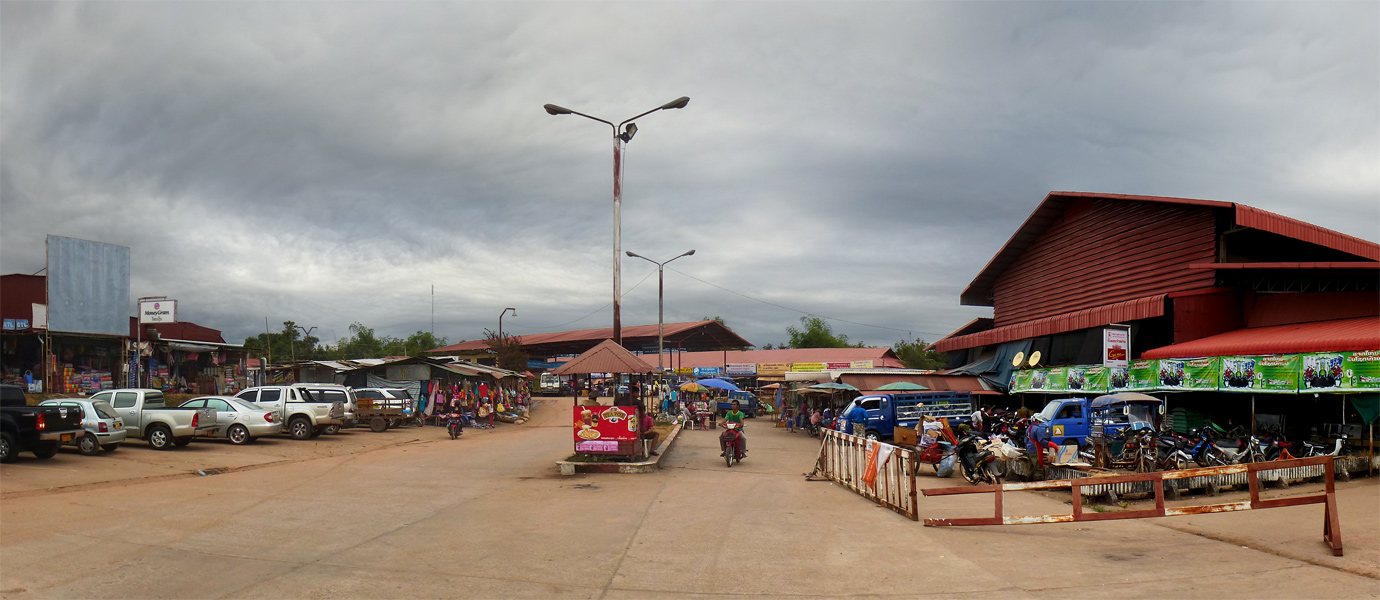
Markt in Pakxan